# ソニー・マガジンズ
株式会社ソニー・マガジンズ（Sony Magazines Inc.）は、かつて存在した日本の出版社。ソニーグループ傘下である株式会社ソニー・ミュージックエンタテインメント（SME）の完全子会社であった。

## 沿革

### CBS・ソニー出版時代
エムオン・エンタテインメントの会社概要では、1972年2月設立としている。
1974年、CBS・ソニー傘下で音楽出版・出版事業を行うエイプリル・ミュージック（現・ソニー・ミュージックアーティスツ（SMA））が設立された。その後、雑誌・書籍出版部門が分離独立し、1979年、「CBS・ソニー出版」設立。
主力は1977年創刊の月刊音楽雑誌「ギターブックGB」（初代編集長・塚本忠夫はヤマハ出身）。設立当初は「セオリーZ」「見えない洪水 ケースD」などの一般書籍も出版。音楽雑誌は紙が悪く、グラビアページもモノクローム、というのが一般的だった当時、「ギターブックGB」はカラーグラビアに多くの写真、フォーク・ギター講座を企画、更に付録として歌本をつけた。
1983年には8月号として『CYCLE WORLD』が創刊された。CYCLE WORLDそのものは1962年、アメリカ・バイク界で殿堂入りを果たしているジョン・パークハーストにより創刊された老舗バイク雑誌。1971年にCBSがそれを買い取り、CBS・ソニーから日本版が発行されるに至った。発行人は後のソニー・ミュージックエンタテインメント社長・功刀（くぬぎ）良吉。編集人は高城和彦。
1984年創刊の『PATi PATi』。タイトルは拍手の音から付けられた。チェッカーズがデビューした際、アイドルっぽいチェッカーズは「ギターブックGB」では編集長・塚本の意向で取扱わなかった。当時の「ギターブックGB」副編集長だった吾郷輝樹がこれに反発して創刊した。
同誌は判型を大きくし、カラーグラビアを増やしたところ大きな評判を呼ぶことになる。当時、一般にアイドルバンドと呼ばれていたチェッカーズ、C-C-B、プリンセス プリンセス（当時・赤坂小町名義）なども取り上げ、実力を伴ったミュージシャンとして正当に評価する姿勢を貫いた。ソニー三大色物バンドと呼ばれていたブレイク前の米米CLUB、爆風スランプ、聖飢魔IIなども早くから取り上げ誌面を割いた。
オーディションやコンテストにも編集者自らが足を運び、新人を見出して掲載するなど積極的な誌面作りを行った。1985年頃から発行部数も右肩上がりになり、人気音楽雑誌に成長する。「PATi PATi」からは「PATi PATi Rock'n Roll」や「PATi PATi読本」など兄弟誌が生まれ、バンドブームをバックアップ、牽引する雑誌の一つとなった。
1987年にはF1のフジテレビ系列（FNS）での全戦中継が始まったことや鈴鹿サーキットでのF1日本グランプリが始まったことに伴い、『CYCLE WORLD』の別冊として、F1専門誌「F1グランプリ特集」（現・「GRAND PRIX SPECIAL」）を発刊。
1988年4月には、J-POPを中心に扱った雑誌『WHAT's IN?（ワッツイン）』を創刊。月刊音楽情報雑誌として、市場を牽引するに至る。編集長には、ダイヤモンド社の『FMステーション』から移籍してきた長谷弘一などが名を連ねた。長谷はのちにソニー・マガジンズ社長に就任、2006年の同社営業権譲渡までその役を務めた。

### ソニー・マガジンズ改名後
1991年にソニーがCBSレコードを買収したことに伴い、社名を「ソニー・マガジンズ」に変更。
1990年初頭にはバンドブームに乗って大きく業績を上げ、一般雑誌にも進出しようと「卑弥呼JAPON」を発刊するも失敗。コミック部門に進出して「きみとぼく」を創刊、1994年にゲーム専門誌「HYPERプレイステーション」を創刊したものの、バンドブームも終息して主力の音楽雑誌の部数が低迷し、業績は悪化した。その後、書籍部門を強化して「ブリジット・ジョーンズの日記」や「Itと呼ばれた子」などヒットを出している。
2001年にコミック事業から撤退、コンテンツは幻冬舎傘下の幻冬舎コミックスに引き継がれた。
かつての看板雑誌『ギターブックGB』は『Gb』と誌名を変更した後、2003年に休刊。
2004年には雑誌『Lingkaran』を創刊。編集長は『WHAT's IN?（ワッツイン）』に在籍した前田慎二が就任。
2006年8月、書籍の編集部門をウィーヴに売却。これに伴い、ソニー・マガジンズ本体で編集するのは雑誌やアーティスト書籍のみとなり、その一方でウィーヴが新規に設立した株式会社ヴィレッジブックス編集の書籍についてソニー・マガジンズが営業機能を請け負う業務体制となる。
2008年4月、ヴィレッジブックスが自前の営業部を新設し完全独立した。このため、ソニー・マガジンズ新書を創刊するなどして、ソニー・マガジンズ本体での一般書編集が再開している。
2012年4月1日、音楽専門チャンネル「MUSIC ON! TV」を運営するミュージック・オン・ティーヴィと会社統合し、「株式会社エムオン・エンタテインメント」に社名を変更した。
同年5月7日、旧ソニー・マガジンズのオフィスが旧ミュージック・オン・ティーヴィ本社だった青葉六本木ビルに移転された。
1984年に創刊された『PATi PATi』は2013年10月号を以て定期刊行を終了。
『WHAT's IN?（ワッツイン）』は2014年1月号をもってWEBへと移行した。2016年3月を以て休刊。

## 発行雑誌
- デジモノ×ステーション
- ALOHAEXPRESS
- GBEV
- リスアニ!
- GiRLPOP（2006年夏から一時休刊していたが、2011年夏に復刊）

## 過去に発行されていた雑誌
- AX
- きみとぼく
- 女子プロレスグランプリ
- ギターブックGB➡Gb
- BREaTH
- POPGEAR
  - METAL GEAR
- SONGKONG
- uv
- PATi PATi
- GRAND PRIX SPECIAL（旧・F1グランプリ特集）
- Jサッカーグランプリ
- Footival
- HYPERプレイステーション
- HYPERプレイステーション2
- HYPER SATURN
- bean's
- CarStage
- F1WEEK
- RACING HEROES
- Peewee
- Crabits
- Lingkaran
- REBOOT
- TYO
- WHAT's IN?（ワッツ・イン）
- CYCLE WORLD
- UBike!
- ヒロインゲームス
- Field & stream